# Eslavonia
Eslavonia (en serbocroata: Slavonija) es una región geográfica e histórica en la zona este de Croacia. Es una llanura agrícola fértil, con grandes masas boscosas, limitada en parte por el río Drava al norte, el Sava al sur y el Danubio al este. Durante casi medio milenio fue un territorio bajo la cabeza del antiguo Reino de Hungría, cuyo monarca por lo general la confiaba a sus nobles más cercanos, al igual que ocurría con la administración vecina de Moesia.

## Geografía
La región se divide en cinco condados, con una población total de 891.259 habitantes. Dos condados más, localizados en su mayor parte en la Croacia Central, también incluyen algunas partes occidentales de Eslavonia. La mayor ciudad es Osijek, con una población de 114.616 de 2001. Otras ciudades son:
- Slavonski Brod
- Vinkovci
- Vukovar
- Đakovo
- Požega
- Virovitica
- Nova Gradiška
- Slatina
- Županja
- Našice
- Valpovo
- Belišće

Aunque es conocida como una llanura, esta región tiene algunas formaciones montañosas. Las principales son: Psunj, Papuk, Požeška Gora, Ravna gora, Krndija y Dilj, que rodea el valle de Požega.
Históricamente, las fronteras de Eslavonia han variado. En el período medieval temprano del Reino de Hungría, Eslavonia era una provincia vasalla del Reino e incluía solo la parte occidental de la región tal como estaba constituida a final del siglo XX. Además comprendía partes de Croacia central (incluyendo a Zagreb) y las zonas septentrionales y occidentales de la región actual de Bosnia (las zonas orientales de Eslavonia eran directamente parte de Hungría). En el período medieval tardío, Eslavonia ocupó territorios entre los ríos Sava, Drava, Sutla y Danubio. En los siglos XVIII y XIX, el Reino de Eslavonia era una provincia de la Casa de Habsburgo e incluía partes del Norte de la región actual de Eslavonia y Sirmia, mientras que las partes del Sur eran parte de la Frontera Militar de los Habsburgo (Krajina Eslavona).

## Historia
La región era originalmente parte de la provincia romana de Panonia. En el siglo VII d. C., se creó un Estado eslavo debiendo lealtad a los ávaros, pronto reemplazado por los croatas. Eslavonia fue defendida por el rey Tomislav de la Casa de Trpimirović de los invasores húngaros y anexionada a su recién creado Reino de Croacia en 925 d. C. En 1027, un ejército húngaro al mando de Tjepan Svetoslavić, procedente de una rama lateral de la dinastía Trpimirović, tomó Eslavonia y la hizo el Bánato de Eslavonia, perteneciente al Reino de Hungría, dirigido por su propia dinastía de los Svetoslavić.
Eslavonia fue reunificada con Croacia en 1070 bajo el rey Dmitar Zvonimir Svetoslavić. En 1091, se separó de nuevo y aceptó la soberanía de la corona húngara. Once años después, el resto de Croacia aceptó la soberanía de la corona húngara. En el siglo XII había una práctica por la que el sucesor al trono primero llegaba a ser Duque de Eslavonia (similar a la figura en España del Príncipe de Asturias en el siglo XX), y existían algunos conflictos, ya que en muchos casos el príncipe declaraba la guerra al rey, tratando de confirmar y establecer su poder. Aunque Eslavonia fue considerada originalmente parte del Reino de Hungría por la ley pública húngara, llegó a contar con mucha independencia.
En el siglo XIII, Croacia estaba dividida en dos regiones denominadas banovinas, una de las cuales fue llamada Eslavonia y la otra banovina conservando el nombre de Croacia. La nobleza en Eslavonia estaba más conectada a Hungría (por su proximidad) que la nobleza de Croacia. A finales del siglo XIII Stefan Vladislav II de la Casa de Nemanjić llegó a ser Ban de Eslavonia. Las partes orientales de la región pasaron a un estado de semiindependencia bajo el poder del regidor local Ugrin Chak (en húngaro Ugrin Csák; en eslavo Ugrin Čak), aunque el rey de Hungría tomó el área en 1311 después de la muerte de Ugrin.
Incluso después de la caída del Despotado de Serbia las migraciones de serbios bajo el yugo otomano estaban presentes, incluyendo su nobleza que constituyó un importante factor político en Eslavonia. Eslavonia y Croacia estaban regidas por Banes diferentes hasta 1476, cuando estas dos posiciones de poder pasaron a ser una sola.
Cuando los turcos otomanos invadieron el Reino de Hungría y derrotaron al ejército húngaro en la Mohács en 1526, el Parlamento Croata invitó a los Habsburgo a asumir el control sobre Croacia. Después de muchas batallas cruentas, los otomanos fueron conquistando paulatinamente la totalidad de la Eslavonia contemporánea en 1529, 1536, 1540, 1543 y 1552, pero no la totalidad de la Croacia medieval.

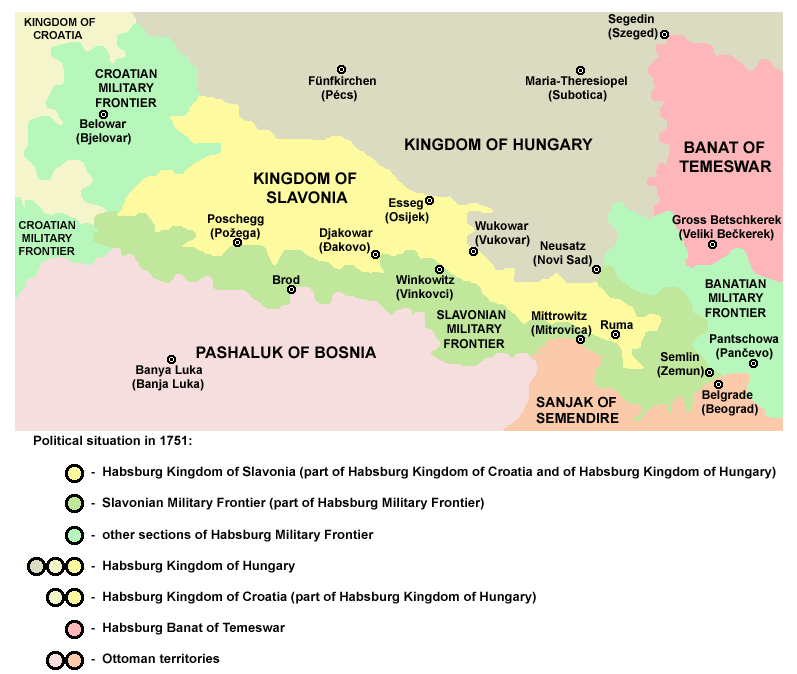
Reino de Eslavonia en 1751.

Los Habsburgo tomaron la totalidad de la región de los otomanos en la Gran Guerra Turca, declarada por el Tratado de Karlowitz en 1699. Durante el mandato de los Habsburgo, el Reino de Eslavonia era una provincial de los Habsburgo, y formó parte del Reino de Croacia y del Reino de Hungría Las partes del sur de la región contemporánea no estaban incluidas en esta provincia, pero sí en la Frontera Militar de los Habsburgo (Krajina Eslavona), cuya nobleza trató de integrar en Eslavonia en numerosas ocasiones sin éxito. La Eslavonia tras 1699 era una entidad geográfica diferente de la Eslavonia medieval. Mientras que Eslavonia incorporó los territorios entre el río Drava y el río Kupa, la Eslavonia de los Habsburgo se extendía hacia el Este en los territorios escasamente poblados entre los ríos Sava y Drava.
Durante las Revoluciones de 1848, Eslavonia estuvo temporalmente unida a Croacia bajo el mandato del Ban Josip Jelačić. Después de 1849, ambas Eslavonia y Croacia fueron declaradas como dos tierras de la corona de los Habsburgo completamente independientes. Seguidamente del Acuerdo croato-húngaro (1868)1acuerdo de 1868 (hrvatsko-ugarska nagodba) con el Reino de Hungría, Eslavonia se unió a Croacia en el Reino de Croacia-Eslavonia que, aunque estaba bajo la soberanía de la Corona de San Esteban, mantenía un cierto nivel de autogobierno. El año 1881 vio la disolución final de la Krajina Eslavona y su incorporación en los condados eslavones existentes.
Como un resto de Croacia-Eslavonia, la región formó parte del Reino de los Serbios, Croatas y Eslovenos en diciembre de 1918. Entre 1922 y 1929, fue conocida como la provincial de Osijek Oblast (Provincia de Osijek), administrada desde Osijek, y desde la creación en 1929 del Reino de Yugoslavia, fue parte del Bánato de Sava, administrado desde Zagreb. En agosto de 1939, fue parte de la Banovina de Croacia.

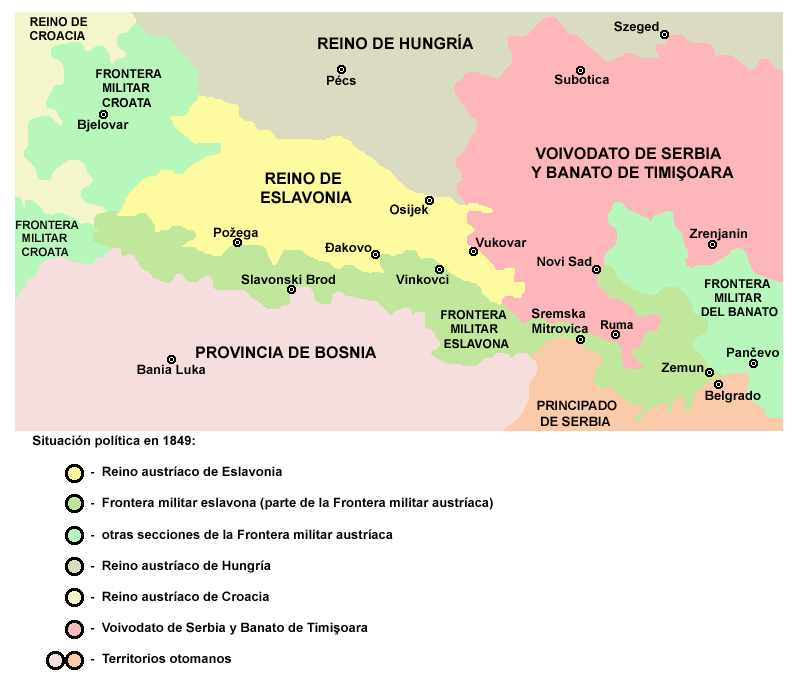
Reino de Eslavonia en 1849.

Durante la Segunda Guerra Mundial, fue parte del Estado Independiente de Croacia (la sección Norte estaba controlada por la Alemania Nazi). Cuando la Federación Yugoslava se formó tras la guerra, Eslavonia formó parte de la República Socialista de Croacia.
Cuando Croacia declaró su independencia en 1991, los serbios de la Krajina proclamaron su propio estado sobre porciones de Eslavonia oriental y occidental. La porción oriental fue llamada Región Autónoma Serbia de Eslavonia Oriental, Baranja y Syrmia Occidental, y comprendía todo al este de Osijek y Vinkovci además del noreste de Županja, incluyendo las ciudades de Vukovar e Ilok, así como toda la región de Baranja. Esta parte de la Krajina estaba étnicamente mezclada con una relativa mayoría croata y ha visto cruentas luchas durante la guerra (véanse Guerras yugoslavas). En 1991, la batalla de Vukovar fue el evento más importante de la guerra en el área. 
La porción occidental de Eslavonia controlada por el RSK incluía los alrededores de Okučani y la mayoría de la montaña de Psunj habiendo constituido SAO – ZS "Srpska autonomna oblast - Zapadna Slavonija" (Región Autónoma Serbia de Eslavonia Occidental). 
En mayo de 1995, la región occidental fue restituida al control croata en la llamada Operación Bljesak. En 1996, el Este fue devuelto al UNTAES, y reintegrado en Croacia en enero de 1998.

## Condados
Cinco condados de Croacia se localizan mayoritariamente en la región de Eslavonia:
- Condado de Osijek-Baranja (mayoritariamente en Eslavonia, pero además incluye la región de Baranja)
- Condado de Vukovar-Sirmia (incluyendo la parte Croata de la región de Syrmia)
- Condado de Brod-Posavina
- Condado de Požega-Eslavonia
- Condado de Virovitica-Podravina

Dos condados localizados mayoritariamente en Croacia Central, pero que además incluyen partes de Eslavonia:
- Condado de Sisak-Moslavina
- Condado de Bjelovar-Bilogora

## Población
La población de Eslavonia (comprende cinco condados eslavones) asciende a 891.259 habitantes (censo de 2001), incluyendo:
- 763,323 (85.65%) croatas
- 78,085 (8.76%) serbios
- otros (incluyendo húngaros, checos, eslovacos, bosnios, rusos, etc.)

## Varios
Trigo y maíz son los cultivos principales y la industria principal es la de procesado de alimentos. Existen además algunos recursos como gas natural y petróleo.
Una subespecie de roble común “Quercus robur slavonica” que toma el nombre de la región, se puede encontrar de forma abundante. 

## Galería

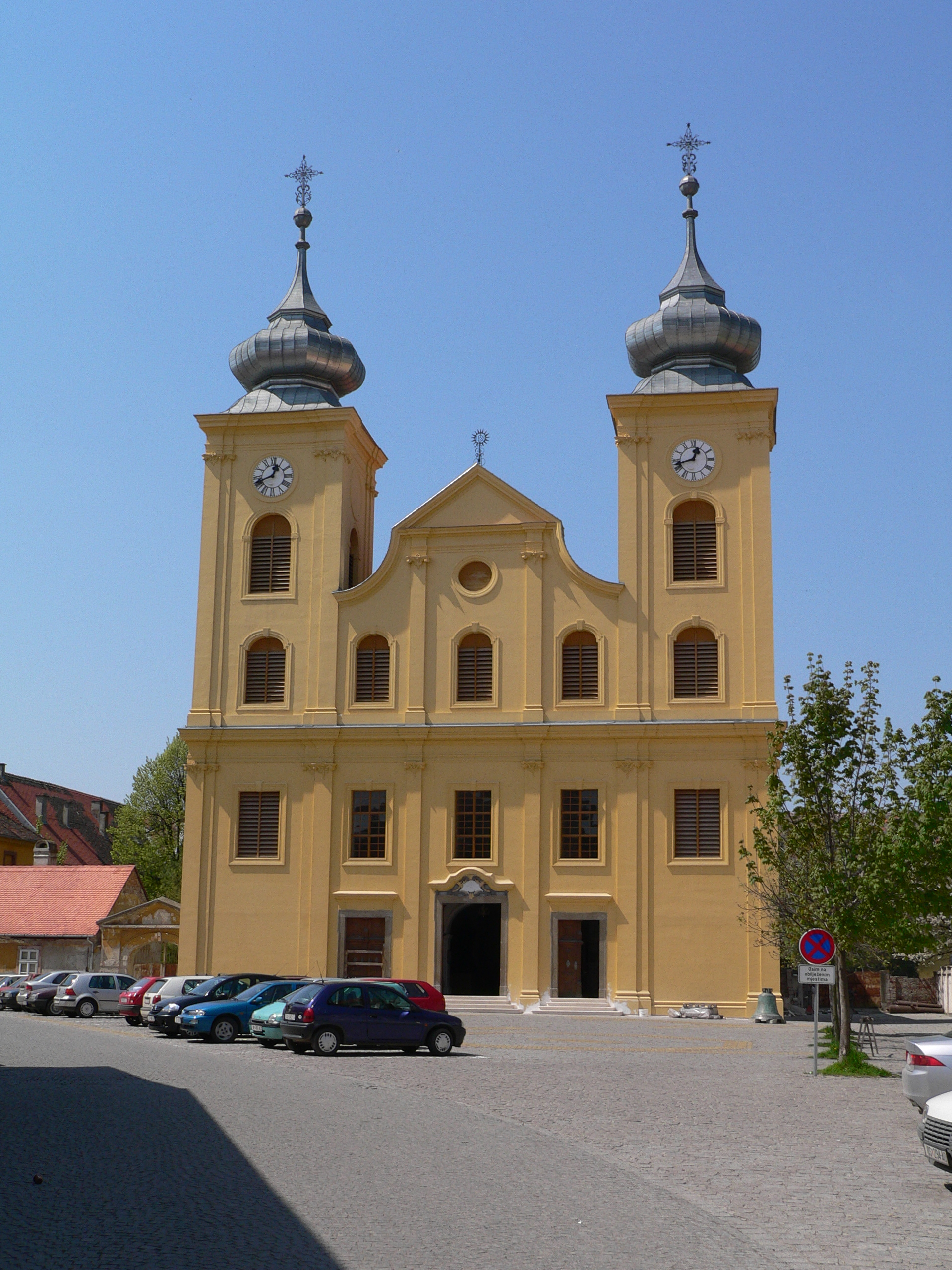
Osijek, Iglesia de San Miguel.
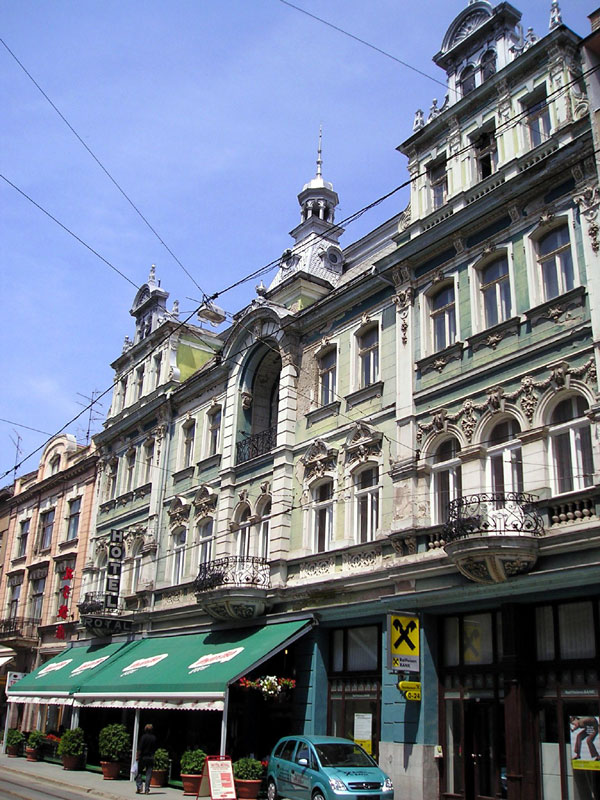
Fachada Art Nouveau en Osijek
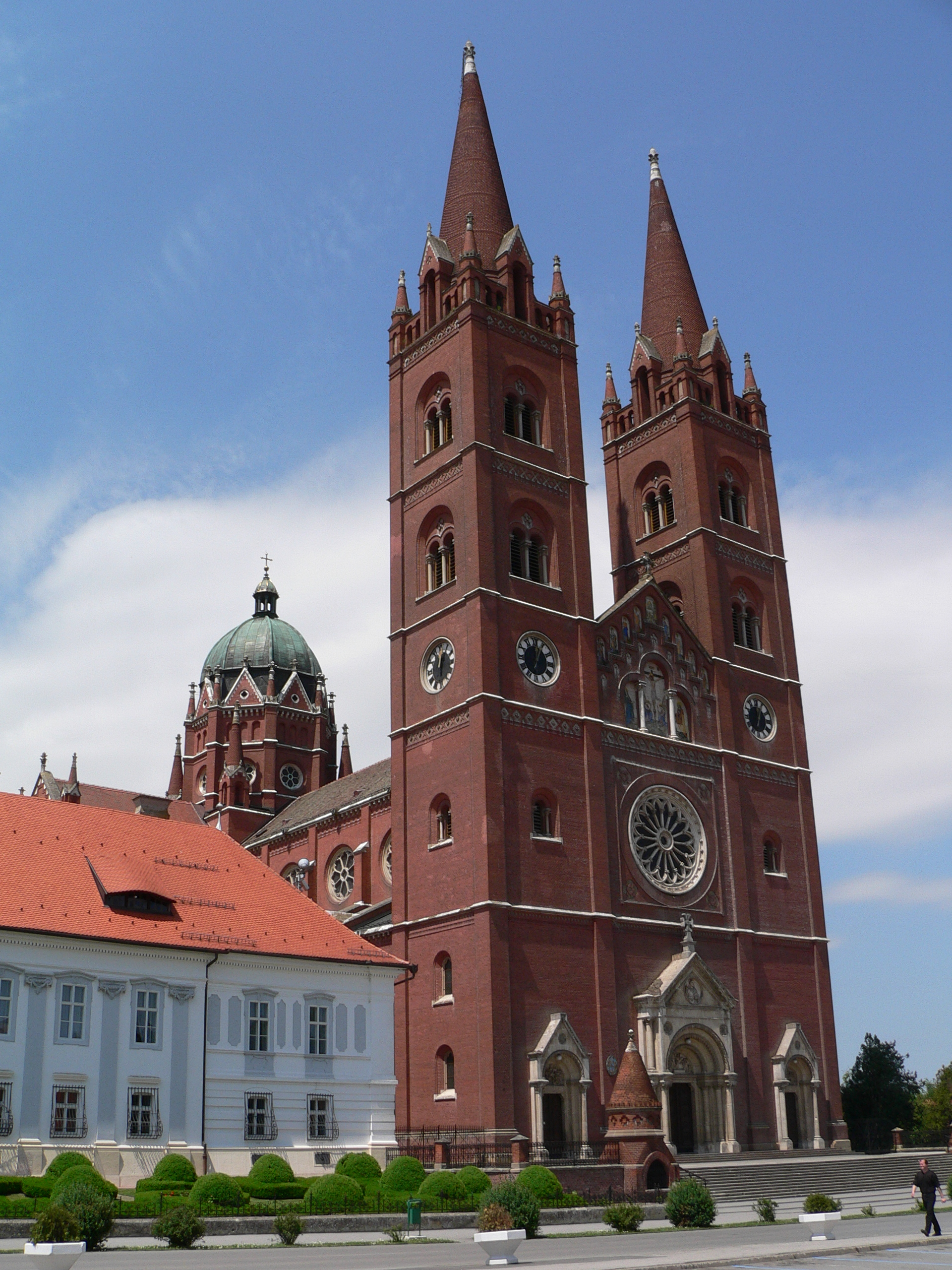
Đakovo, Catedral de San Pedro
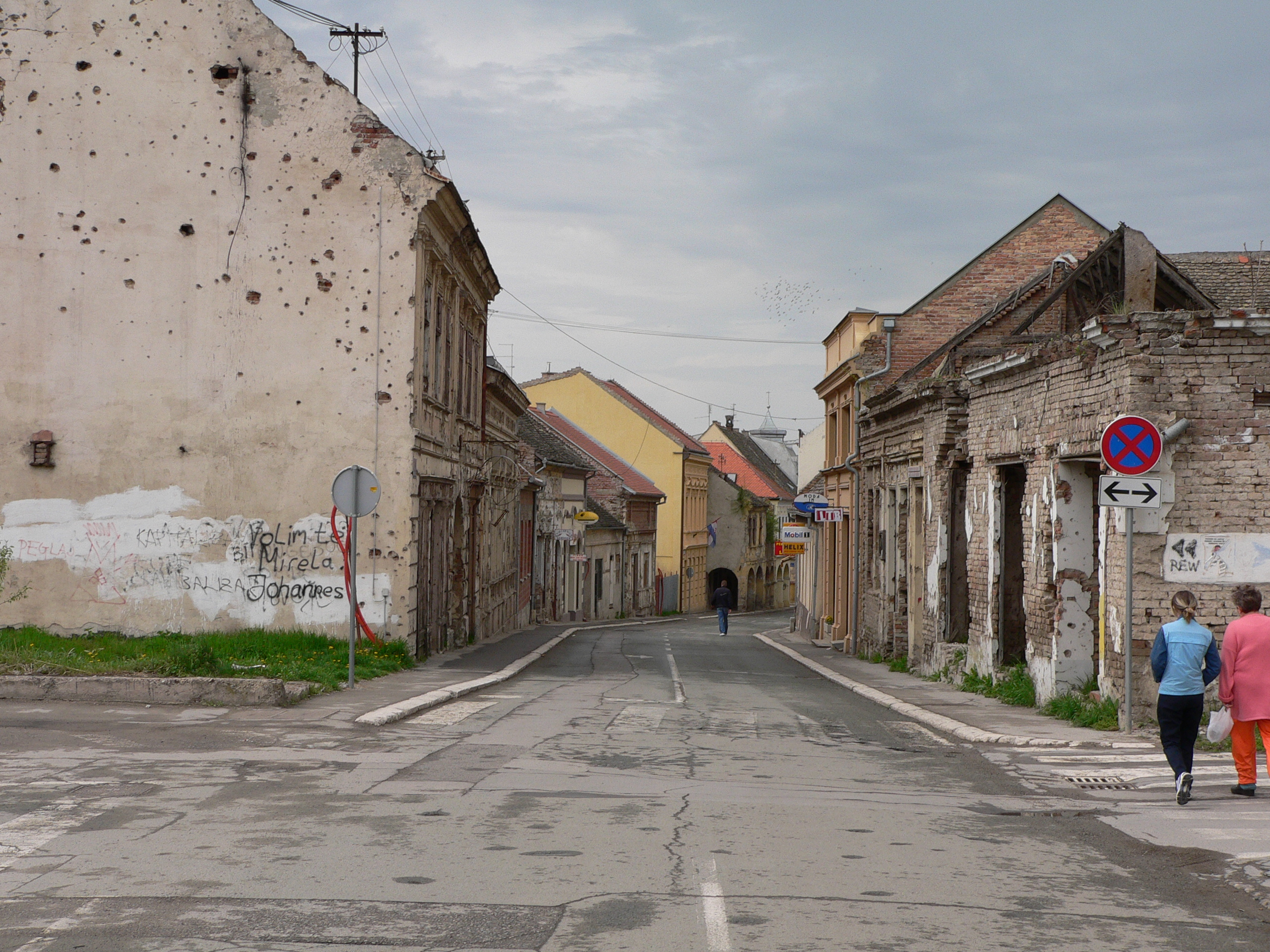
Vukovar, Calle principal
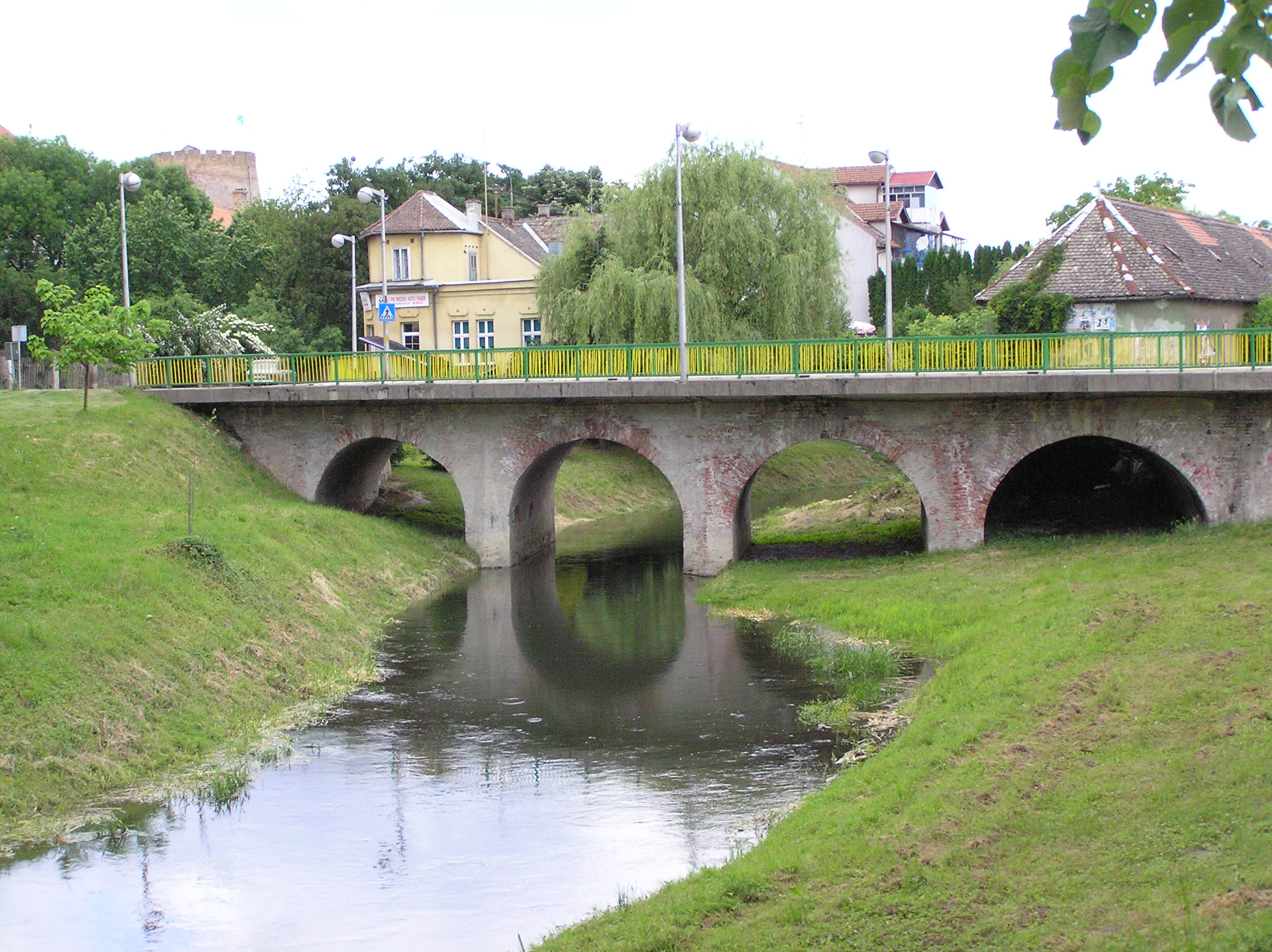
Valpovo, Río Karašica y el puente Malta
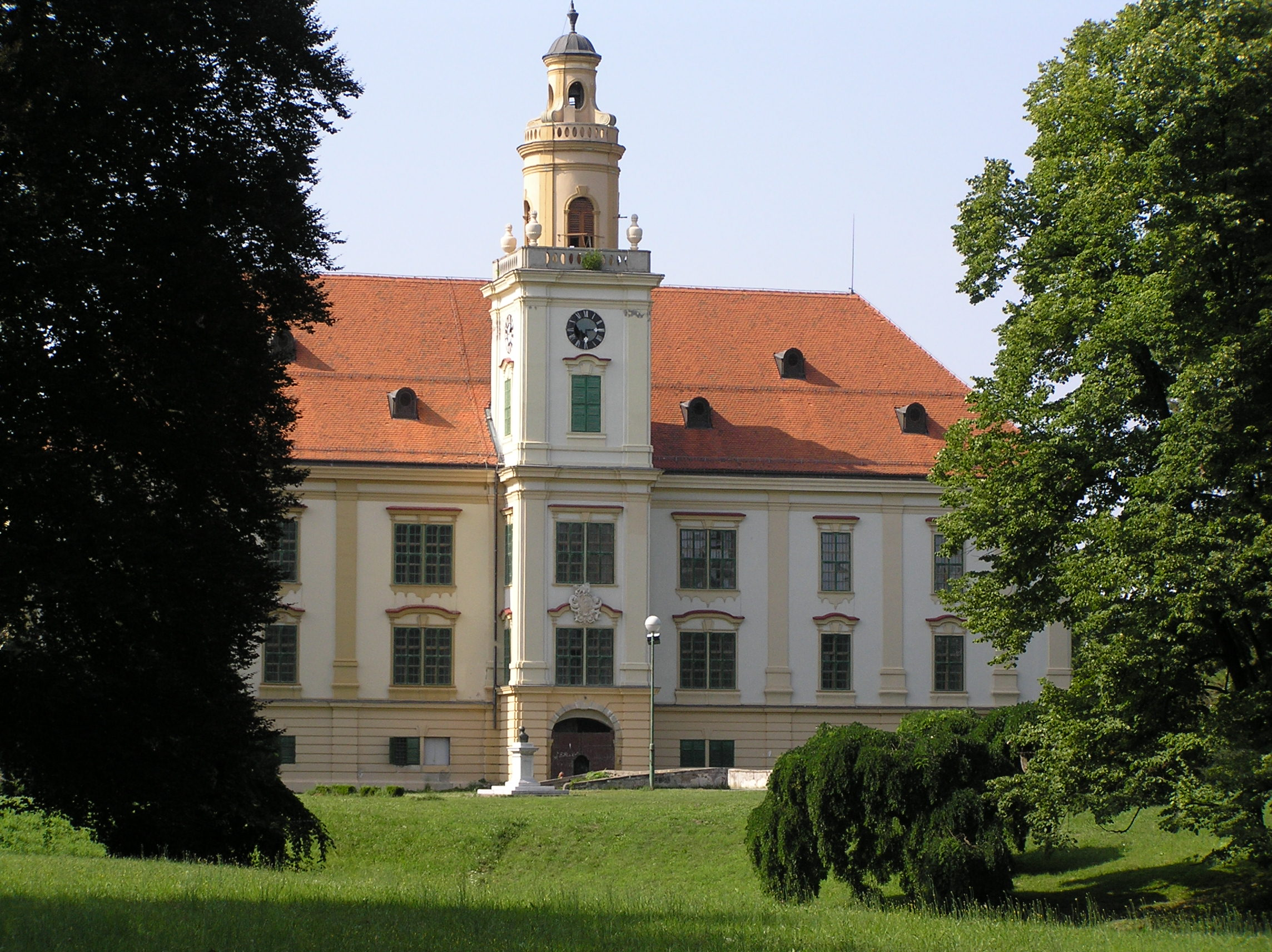
Valpovo, Palacio del Conde Normann- Prandau
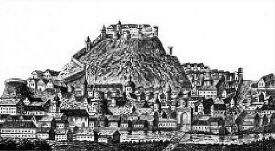
Fortaleza y ciudad de Požega (siglo XVIII)
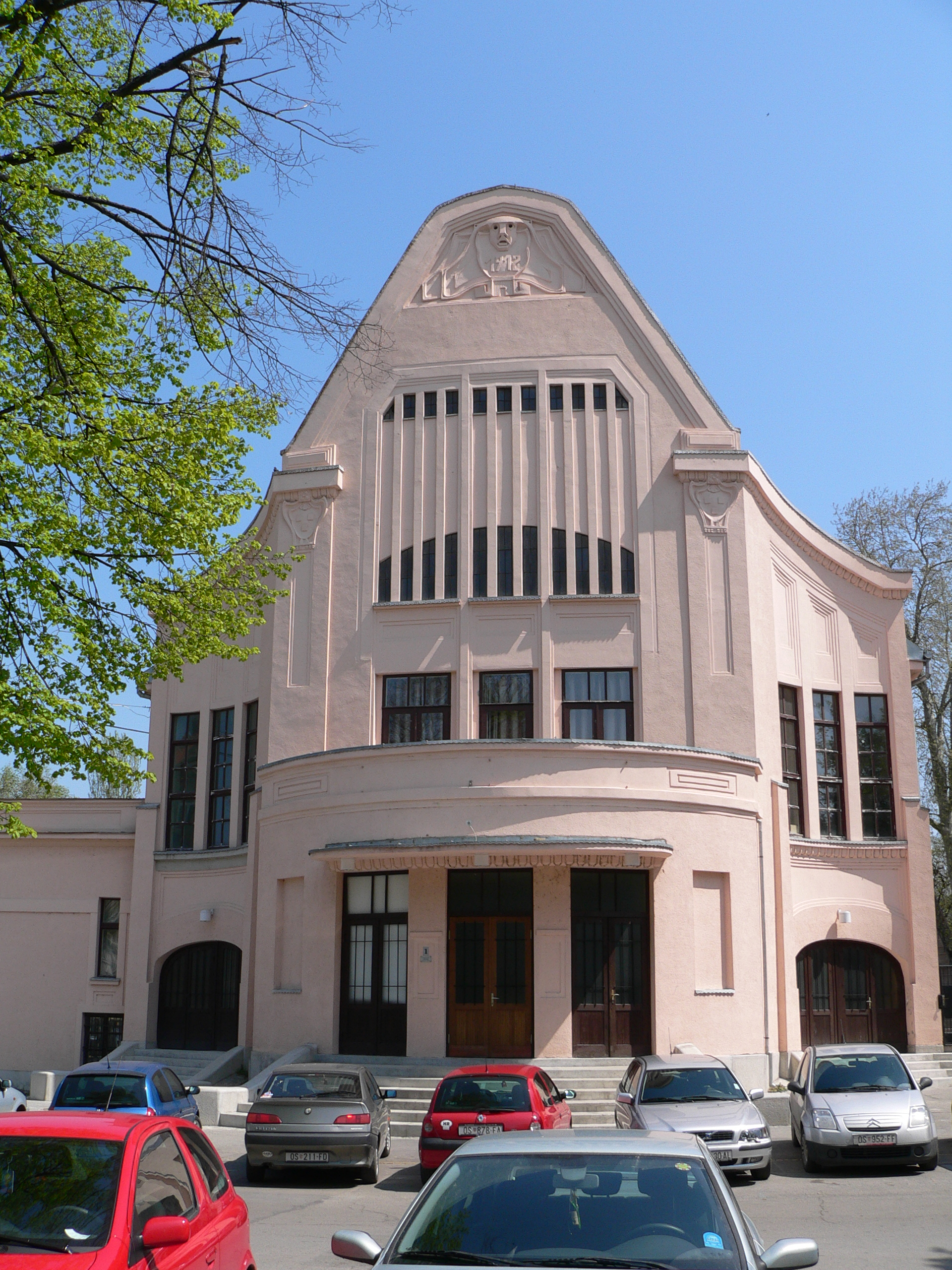
Kino Urania (Cine Urania), Osijek